# 塞米赫·申蒂尔克
塞米赫·申蒂尔克（土耳其語：Semih Şentürk，1983年4月29日—），出生于土耳其伊兹密尔，土耳其足球运动员，曾效力於土耳其足球超级联赛的俱樂部艾斯基沙希。

## 榮譽

### 費倫巴治
- 土耳其超級足球聯賽: 2000–01, 2003–04, 2004–05, 2006–07, 2010–11
- 土耳其盃: 2011–12, 2012–13
- 土耳其超級盃: 2007, 2009

### 土耳其
- 歐洲國家盃四強: 2008

### 個人
- 土耳其超級足球聯賽神射手(17球): 2007–08